# Aéroport international de Buffalo-Niagara
Ne doit pas être confondu avec Aéroport international des Niagara Falls.
Pour les articles homonymes, voir BUF.
Laéroport international de Buffalo-Niagara (code IATA : BUF • code OACI : KBUF) est un aéroport domestique et international desservant la ville de Buffalo, ville des États-Unis située dans l'ouest de l'État de New York, sur le lac Érié, près des chutes du Niagara; De ce fait, il dessert aussi le sud de l'Ontario, province du Canada particulièrement le Grand Toronto qui représente un tiers du trafic passagers, en raison du fait que les taxes canadiennes sont beaucoup plus élevées que les taxes aéroportuaires américaines. L'aéroport se trouve sur le territoire de la ville de Cheektowaga.

## Situation et accès

### Carte des aéroports dans l'État de New York
Note: Newark-Liberty n'est pas techniquement situé dans l'État de New York mais figure sur cette carte.

| \| 50 km1:1 725 000 \| Albany Binghamton Buffalo · Niagara Elmira/Corning Ithaca Long · Island LaGuardia Newburgh · Stewart Niagara · Falls Newark JFK Plattsburgh Rochester Syracuse Watertown Westchester |
| 50 km1:1 725 000 |

## Trafic
C'est le soixante-et-unième aéroport nord-américain avec plus de 5,3 millions de passagers qui y ont transité en 2009.

## Compagnies et destinations
| Compagnies         | Destinations |
| ------------------ | --- |
| American Airlines  | Charlotte-Douglas, Philadelphie |
| American Eagle     | Chicago-O'Hare, Philadelphie, Washington-Reagan                                                                                                   |
| Delta Air Lines    | Atlanta H.-Jackson, Détroit En saison : New York-John F. Kennedy, New York-LaGuardia, Minneapolis-Saint-Paul                                      |
| Delta Connection   | Boston Logan, Détroit, Minneapolis-Saint-Paul, New York-John F. Kennedy, New York-LaGuardia                                                       |
| Frontier Airlines  | Austin-Bergstrom , Orlando, Raleigh-Durham , Tampa En saison : Denver , Fort Myers, Miami                                                         |
| JetBlue Airways    | Boston Logan, Fort Lauderdale-Hollywood, Los Angeles, New York-John F. Kennedy, Orlando                                                           |
| Southwest Airlines | Baltimore-T. Marshall, Chicago-Midway, Fort Lauderdale-Hollywood, Las Vegas-Harry-Reid, Orlando, Phoenix-Sky Harbor, Tampa En saison : Fort Myers |
| United Airlines    | Chicago-O'Hare, Newark-Liberty |
| United Express     | Chicago-O'Hare, Newark-Liberty, Washington-Dulles                                                                                                 |

Édité le 25/03/2018

## Accidents et incidents
- Le 12 février 2009, le vol 3407 Continental Airlines en provenance de l'aéroport international de Newark-Liberty, assuré avec un Dash 8-Q400, s'écrase alors qu'il est en phase d'approche pour l’atterrissage. L'accident est dû à de multiples erreurs de pilotage alors que l'appareil volait en conditions givrantes. 50 morts, y compris une personne au sol.